# Frances Bavier
Frances Elizabeth Bavier (New York, 14 dicembre 1902 – Siler City, 6 dicembre 1989) è stata un'attrice statunitense.
Originaria di New York, la Bavier lavorò per il cinema e per la televisione sin dal 1950.

## Biografia
Frances Bavier frequentò la Columbia University e l'American Academy of Dramatic Arts. Apparve nel vaudeville, per poi trasferirsi successivamente a lavorare a Broadway. La Bavier interpretò più di una dozzina di film, oltre ad una vasta gamma di ruoli di supporto in televisione. Nel 1957 interpretò Nora Martin, madre di Eve Arden, nella serie The Eve Arden Show, che però ebbe breve durata.
Interpretò il ruolo di zia Bee nelle serie televisive The Andy Griffith Show e Mayberry R.F.D dal 1960 al 1970, e vinse un Emmy Award nella categoria Outstanding Supporting Comedy Actress per questo ruolo nel 1967.
Nel 1972 si ritirò dalle scene e comprò una casa a Siler City, Carolina del Nord. Tornò a recitare nel 1974 nel film per famiglie Beniamino.
Non si sposò mai e non ebbe figli. Le sue condizioni di salute le impedirono di partecipare nel 1986 al film Reunion del Griffith Show intitolato Return to Mayberry. Morì il 4 dicembre 1989 nella sua casa per un attacco di cuore. È sepolta al cimitero di Oakwood a Siler City. La sua lapide include il nome del suo ruolo più famoso, "Zia Bee" e dice: «Vivere nei cuori di coloro che si è lasciati non è morire».

## Filmografia

### Cinema
- Ragazze per la città (Girls About Town), regia di George Cukor (1931)
- Innamorati dispettosi (The Lady Says No), regia di Frank Ross (1951)
- Ultimatum alla Terra (The Day the Earth Stood Still), regia di Robert Wise (1951)
- Il cantante matto (The Stooge), regia di Norman Taurog (1952)
- Dan il terribile (Horizons West), regia di Bud Boetticher (1952)
- L'eterna Eva (My Wife's Best Friend), regia di Richard Sale (1952)
- Sally e i parenti picchiatelli (Sally and Saint Anne), regia di Rudolph Maté (1952)
- Là dove scende il fiume (Bend of the River), regia di Anthony Mann (1952)
- La mano nell'ombra (Man in the Attic), regia di Hugo Fregonese (1953)
- Il giglio nero (The Bad Seed), regia di Mervyn LeRoy (1956)
- Come svaligiare una banca (A Nice Little Bank That Should Be Robbed), regia di Henry Levin (1958)
- Cominciò con un bacio (It Started with a Kiss), regia di George Marshall (1959)
- Beniamino (Benji), regia di Joe Camp (1974)

### Televisione
- Racket Squad – serie TV, 1 episodio (1952)
- Gruen Guild Playhouse – serie TV, 1 episodio (1952-1953)
- Hallmark Hall of Fame – serie TV, 1 episodio (1953)
- Letter to Loretta – serie TV, 3 episodi (1953-1954)
- City Detective – serie TV, 3 episodi (1953-1954)
- Dragnet – serie TV, 3 episodi (1953-1955)
- The Pepsi-Cola Playhouse – serie TV, 1 episodio (1954)
- Waterfront – serie TV, 2 episodi (1954-1955)
- Lux Video Theatre – serie TV, 1 episodio (1954-1956)
- It's a Great Life – serie TV, 63 episodi (1954-1956)
- Alfred Hitchcock presenta (Alfred Hitchcock Presents) – serie TV, episodio 1x01 (1955)
- Damon Runyon Theater – serie TV, episodio 1x09 (1955)
- Soldiers of Fortune – serie TV, 1 episodio (1955)
- Il cavaliere solitario (The Lone Ranger) - serie TV, 1 episodio (1954)
- Cavalcade of America – serie TV, 1 episodio (1956)
- Ethel Barrymore Theater – serie TV, 1 episodio (1956)
- Perry Mason – serie TV, 1 episodio (1957)
- General Electric Theater – serie TV, episodio 5x25 (1957)
- Jane Wyman Presents The Fireside Theatre – serie TV, 1 episodio (1957)
- The Eve Arden Show – serie TV, 6 episodi (1957-1958)
- Colgate Theatre – serie TV, 1 episodio (1958)
- Sugarfoot – serie TV, episodio 3x01 (1959)
- Indirizzo permanente (77 Sunset Strip) – serie TV, episodio 1x26 (1959)
- Carovane verso il west (Wagon Train) – serie TV, 1 episodio (1959)
- L'uomo ombra (The Thin Man) – serie TV, episodio 2x18 (1959)
- The Ann Sothern Show – serie TV, 1 episodio (1959)
- Gli uomini della prateria (Rawhide) - serie TV, episodio 2x19 (1960)
- Make Room for Daddy – serie TV, 1 episodio (1960)
- The Andy Griffith Show – serie TV, 176 episodi (1960-1968)
- Gomer Pyle, U.S.M.C. – serie TV, 1 episodio (1967)
- Mayberry R.F.D. – serie TV, 25 episodi (1968-1970)

## Doppiatrici italiane
- Wanda Tettoni in Ultimatum alla Terra
- Franca Dominici in Là dove scende il fiume